# بیت بر درام من
« بیت بر درام من» تک‌آهنگی از هنرمند اهل ایالات متحده آمریکا ، پیت‌بول است که در سال ۲۰۱۲ میلادی منتشر شد.
این تک‌آهنگ در چارت‌های جزو ده ترانه اول قرار گرفت.